# Krukt ebbenielseni
Krukt ebbenielseni là một loài nhện trong họ Zoropsidae.
Loài này thuộc chi Krukt. Krukt ebbenielseni được Raven & Stumkat miêu tả năm 2005.